# American Journal of Agricultural Economics
Das American Journal of Agricultural Economics (AJAE) ist eine monatlich erscheinende wissenschaftliche Fachzeitschrift zu agrarökonomischen Themen. Es ist eines von zwei Verbandszeitschriften des US-amerikanischen Verbands Agricultural & Applied Economics Association und nahm 1919 als Journal of Farm Economics die Arbeit auf. Der Schwerpunkt der publizierten Beiträge liegt auf neben der Agrarökonomie auf Ressourcenökonomie, Umweltökonomik und Ländliche Entwicklung.

## Redakteure
Das Journal wird von den Redakteuren Timothy Beatty, Terrance Hurley, Travis Lybbert und Timothy Richards geleitet. Sie werden unterstützt von einer Reihe assoziierter Redakteure sowie Bailey Norwood als Redakteur für Buch-Rezensionen.

## Rezeption
Eine Studie der französischen Ökonomen Pierre-Phillippe Combes und Laurent Linnemer listet das Journal mit Rang 41 von 600 wirtschaftswissenschaftlichen Zeitschriften in die drittbeste Kategorie A ein.
Das American Journal of Agricultural Economics hat nach eigenen Angaben einen Impact Factor von 2.457.